# ArgoUML
ArgoUML е свободен софтуер с BSD лиценз, позволяващ създаването на UML диаграми. Благодарение на Java платформата, ArgoUML може да се изпълнява под управлението на различни операционни системи.
Софтуерът поддържа седем вида диаграми и няколко езика за програмиране (Java, C++, PHP, Ruby, SQL.)

## Външни страници
- Официална страница на ArgoUML Архив на оригинала от 2000-06-07 в Wayback Machine.